# Acatlán (Hidalgo)
Acatlán – miasto i gmina położone we wschodniej części meksykańskiego stanu Hidalgo, około 10 km na północny zachód od miasta Tulancingo i 147 km od stołecznego Meksyku. Nazwa miejscowości pochodzi od nazwy klasztoru San Miguel zbudowanego przez Hiszpanów niedługo po założeniu miasta (XVI wiek) oraz indiańskiego słowa acatlán, które w języku nahuatl oznacza „blisko trzcin”.

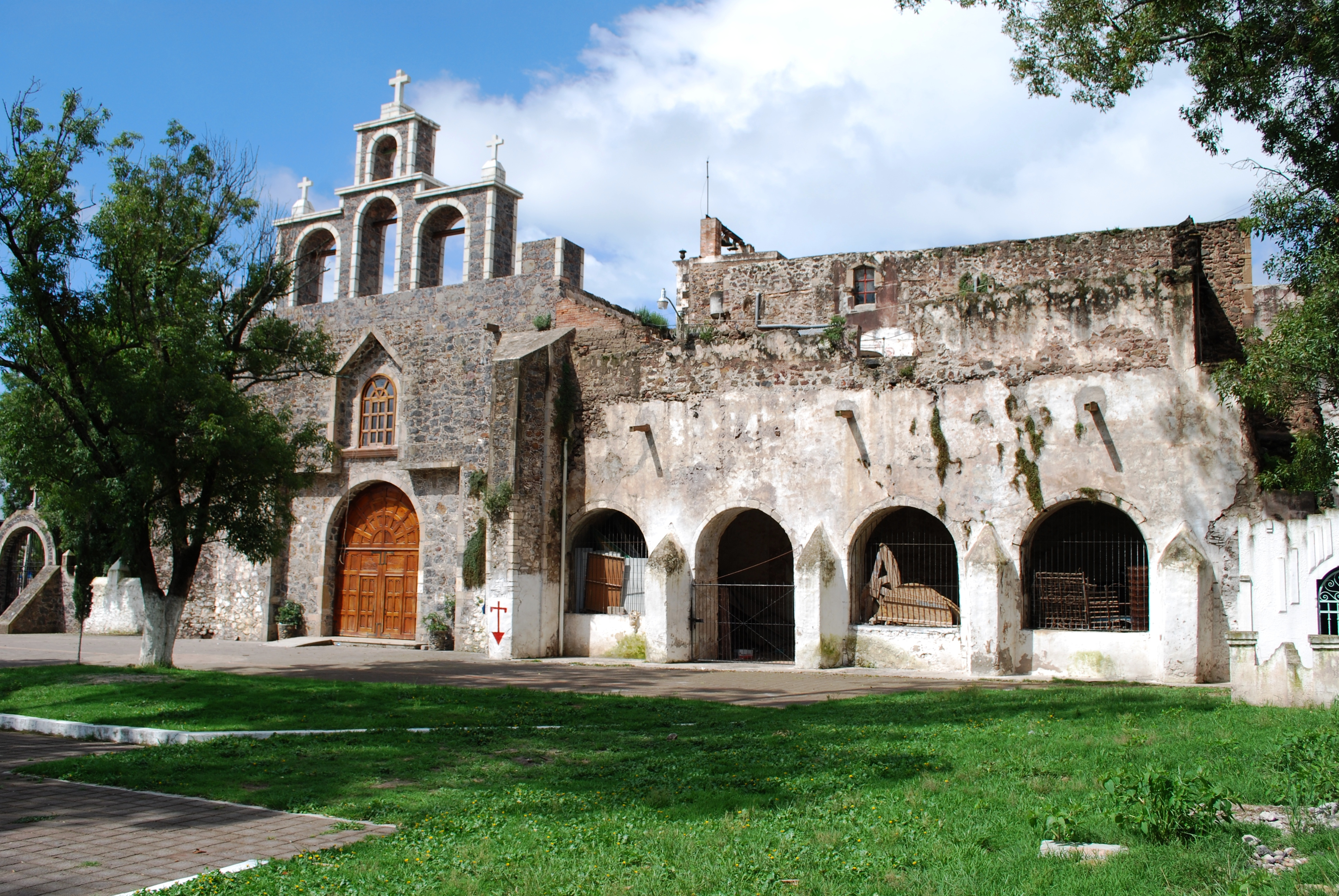
Kościół i dawny klasztor augustianów

Tereny, na których powstało późniejsze miasto podlegały zwierzchnictwu trybutarnemu Azteków. Po upadku imperium azteckiego weszły one w skład Nowej Hiszpanii i zostały początkowo nadane jako encomienda, a następnie stały się terenem zamieszkałym przez cieszących się autonomią Indian Nahua i Otomi. Istnienie samego miasteczka, założonego prawdopodobnie w roku 1518 zostało po raz pierwszy udokumentowane na mapie z roku 1564. W połowie XVI wieku powstał w Acatlán kościół i klasztor augustianów. Obecnie klasztor jest opuszczony ale wciąż pozostaje jednym z najbardziej charakterystycznych budynków miasta.
Acatlán stało się siedzibą nowo utworzonej gminy w wyniku reformy administracyjnej w roku 1869.